# Wapiti manitobský
Wapiti manitobský (Cervus canadensis manitobensis) je poddruh jelena wapiti, který obývá středozápad Spojených států amerických, hlavně Severní Dakotu, a jižní oblasti kanadské prérie (provincie Manitoba a Alberta).

## Historie
Tento poddruh popsal v roce 1915 britský umělec a přírodovědec John Guille Millais (24. března 1865 – 24. března 1931), který se ve své malířské tvorbě specializoval na divokou zvěř a v pozdně viktoriánském období podnikl cestu kolem světa, při níž popsal řadu nových druhů.

## Popis
Wapiti manitobský je býložravec z čeledi jelenovitých. Živí se výhradně trávou, listím, jehličím a kůrou stromů. Jedná se o nejmohutnější poddruh jelena wapiti; oproti ostatním poddruhům je výrazně těžší, má však menší parohy. Ačkoliv jsou samci a samice zhruba stejně velcí (dorůstají délky až 250 cm a výšky 150 cm), samice jsou výrazně lehčí; dospělý samec váží až 450 kg, zatímco samice zpravidla ne více než 150 kg.
Samice je březí asi 34 týdnů a přivede na svět jedno mládě. To je kojeno po dobu až 12 měsíců.

## Výskyt
Obývá Severní Dakotu v USA a jih Manitoby a Alberty v Kanadě. Žije v jehličnatých i smíšených lesích, v nížinných i horských oblastech, kam je člověkem v posledních letech stále více vytlačován.
Wapiti (druh) téměř vyhynul v důsledku nadměrného lovu okolo roku 1900, od té doby se však jeho populace zotavila a na Červeném seznamu IUCN je od roku 2015 hodnocen jako málo dotčený taxon.

## Zoo
Zoo Praha chová wapiti manitobského od roku 1996 jako jediná v České republice a jedna ze dvou zoo v Evropě (spolu s Berlínem). Do roku 2010 se v Zoo Praha narodilo patnáct mláďat wapiti manitobského.